# Wilhelm Egger
Wilhelm Emil Egger (it. Guglielmo Emilio Egger; 14. května 1940 Innsbruck – 16. srpna 2008 Bolzano) byl italský katolický duchovní, kapucínský mnich a spisovatel rakouského původu, biskup diecéze bolzansko-brixenské (1986–2008).